# DiDula
Didula, de son vrai nom Valeri Mikhaïlovitch Didioulia (en russe : Валерий Михайлович Дидюля),  né à Grodno en Biélorussie le 24 janvier 1969, est un guitariste biélorusse, compositeur, arrangeur, producteur de musique, et leadeur du groupe « DiDulya »,.
Ses compositions sont du genre fusion, folk, new age et flamenco.

## Biographie
Valeri Mikhaïlovitch Didioulia naît dans une famille de mélomanes. Sa mère lui offre sa première guitare à l'âge de cinq ans. Il commence à pratiquer la guitare vers l'âge de six à sept ans, et la maîtrise principalement seul pendant une courte période d'étude avec un professeur professionnel. Vers l'âge de quatorze à quinze ans, sa passion pour la guitare devient un besoin conscient et cet instrument devient partie intégrante de sa vie. À seize ans, il écrit ses premières compositions instrumentales.
Il est accepté comme troisième guitariste de l'ensemble vocal-instrumental Scarlet Dawn dirigé par Nikolaï Khitrik. Des concerts ont lieu dans différentes villes, puis dans un restaurant coopératif.
Après ses études secondaires, il obtient le diplôme d'ingénieur du son dans une école d'électronique radio. Il travaille ensuite à l'usine Radiopribor en tant que contrôleur de l'équipement radio.

## Affirmation de son style
Après l'éclatement du groupe Scarlet Dawn, Didula se lance dans l'ingénierie du son au sein de l'ensemble de danse et de chant Grodno « White Dew », qui reprend des danses et des motifs folkloriques polonais, biélorusses, ukrainiens, gitans. En tant que membre de l'équipe, Didula participe à une première tournée en Europe (Espagne, Italie, Pologne, Suisse, France, Allemagne),. En Espagne, il se familiarise avec le style flamenco, qui influence sa formation finale (le travail de Didula reprend certains passages et rythmes caractéristiques du flamenco et d'autres styles espagnols),. Il déclare « avoir été infecté » par ce style de musique et de danse espagnol traditionnel. « Je sais le style dans lequel je travaille maintenant », admet le musicien dans l'une de ses interviews ; « le son d'un instrument espagnol classique avec des cordes en nylon et un énorme son de bois m'a fasciné ». « Mon pouls s'est accéléré quand j'ai entendu cette musique espagnole. Ce style est aujourd'hui ma carte de visite ». Le premier album de Didula, Flamenco, sort en juillet 2000. 
En 2002, Didula réunit un groupe de musiciens et commence une activité de tournée, notamment aux États-Unis, dont New York, et en Russie.

## DiDula, le groupe
Didula combine en une seule personne le compositeur, interprète de ses propres œuvres et producteur du projet « DiDula ». 
Le groupe « DiDula » (ou aussi « DiDulya ») est composé de : percussionnistes (Roustem Bari et Andreï Atabekov), claviériste (Khaïboula Magomedov), bassiste (Dmitri Erchov) et cuivres (Valeri Skladanny et Ramil Moulikov).

## Cinéma
Didula compose la musique du film long métrage russe Kochegar (Chauffeur en français) du réalisateur russe Alekseï Balabanov. Elle lui vaut, en 2010, le prix de la Guilde russe des critiques de cinéma (Russian Guild of Film Critics Awards, abrégé en RGFC Awards), dans la catégorie :  meilleure musique. Le film a également été nommé parmi les trois meilleures musiques de films de 2010 au Nika pour la musique de DiDula. Le Nika est la principale récompense du cinéma russe  . 
En 2002 DiDula joue le rôle du guitariste dans le film La Maison de fous d'Andreï Kontchalovski. Ce film a obtenu le prix spécial du jury au Festival de Venise en 2002. Pendant le tournage, DiDuLa a travaillé avec Bryan Adams, qui a également participé au film.

## Discographie
- 2000 - Flamenco (CD audio)
- 2002 - Road to Baghdad (CD audio)
- 2003 - The Best (également connu sous le nom de Satin Coast) (CD audio)
- 2004 - Legend (CD audio)
- 2006 - Inkerman Cave City (CD audio)
- 2006 - Color Dreams (CD audio)
- 2006 - Live In Moscow (Audio CD, DVD)
- 2006 - Grand Collection (Audio CD)
- 2009 - Live in Saint Petersburg
- 2009 - Dear Six Strings (film sur le groupe, DVD)
- 2010 - Aroma (Audio CD)
- 2012 - Ornemental (CD audio)
- 2013 - Once upon a time (CD audio + DVD)
- 2013 - Live in Kremlin (2 DVD + 3CD)
- 2013 - DiDuLa. 100 meilleures chansons (CD MP3)
- 2017 - Aquamarine (CD audio)
- 2019 - The seventh sense (CD audio)